# Jönköpings läns centrallasarett

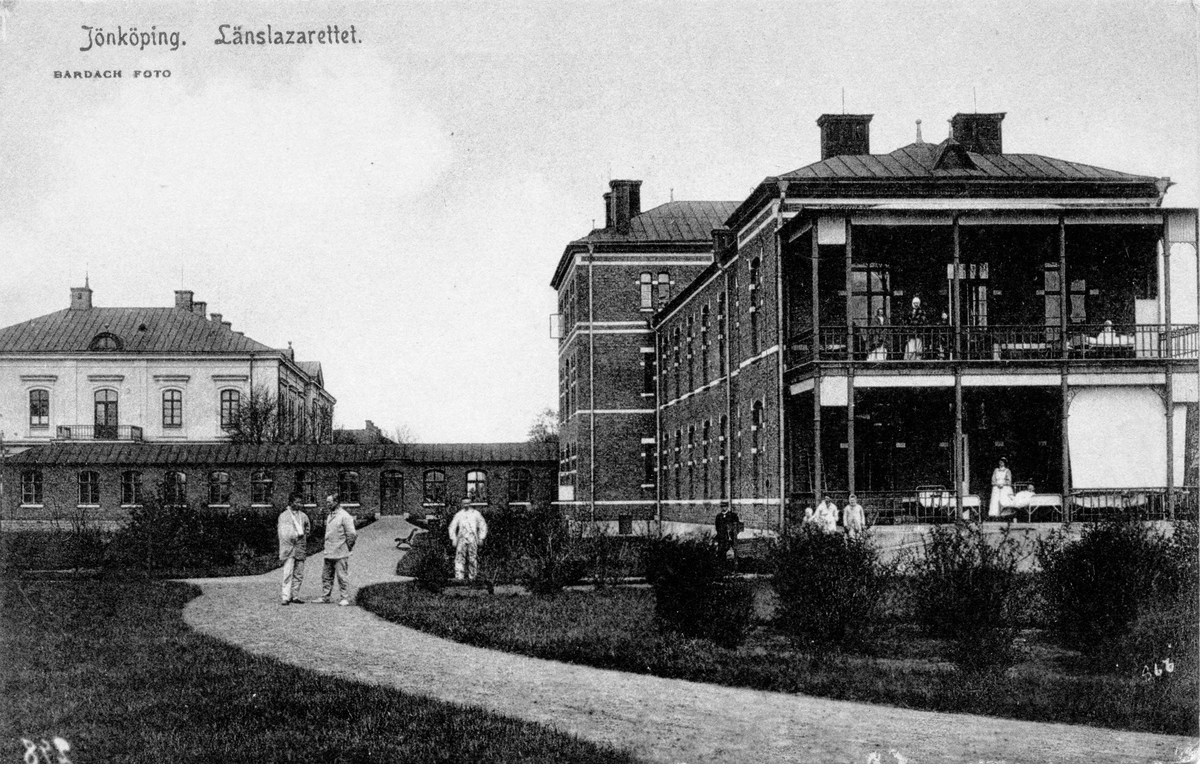
Jönköpings länslasarett

Jönköpings läns centrallasarett, tidigare Jönköpings länslasarett, var ett landstingskommunalt sjukhus i kvarteret Hälsan på Väster i Jönköping. 
Jönköpings äldsta lasarett uppfördes på 1770-talet vid Hospitalsgården på Talavid. År 1877 flyttade det till en ny lasarettsbyggnad nära korsningen Barnarpsgatan/Kungsgatan i den nya stadsdelen Förstaden, senare benämnd Väster.
Där expanderade sedan sjukhuset till en sjukhuskomplex med ett antal paviljonger mellan Kungsgatan och Oxtorgsgatan, tills det 1988 ersattes av Länssjukhuset Ryhov öster om centrum på andra sidan Rocksjön. Sjukhuset ersattes i kvarteret Hälsan av två vårdcentraler.